# Siège de Fukazawa
Le siège de Fukazawa de 1571 est une des nombreuses batailles des campagnes que mène Takeda Shingen contre le Clan Go-Hōjō au cours de l'époque Sengoku de l'histoire du Japon. Après avoir incendié la ville d'Odawara qui entoure le château lors du siège d'Odawara deux ans auparavant, il assiège un certain nombre d'autres possessions des Hōjō dans les provinces environnantes, dont Fukazawa dans la province de Suruga.
C'est la sixième fois qu'il envahi Suruga ; Fukazawa est tenu par Hōjō Tsunashige, qui finalement se rend juste après le Nouvel An lunaire et se retire à Odawara.

## Source de la traduction
- (en) Cet article est partiellement ou en totalité issu de l’article de Wikipédia en anglais intitulé « Siege of Fukazawa » (voir la liste des auteurs).